# Готовуша (Косово)
Готовуша (на албански: Gëtovushë; на сръбски: Готовуша) е село в Косово, разположено в община Щръбце, окръг Феризово. Намира се на 1064 метра надморска височина. Населението според преброяването през 2011 г. е 445 души, от тях: 445 (100,00 %) сърби.

## История
Църквата „Успение Богородично“ е от XVI век.

## Население
Численост на населението според преброяванията през годините:
- 1948 – 697 души
- 1953 – 779 души
- 1961 – 839 души
- 1971 – 906 души
- 1981 – 985 души
- 1991 – 986 души
- 2011 – 445 души